# Moby And
Moby And (på engelsk: Moby Duck) er en tegneseriefigur i Disneys Anders And-univers. Moby And har sin egen hvalfangerbåd, men har aldrig rigtig haft succes som hvalfanger, og har derfor for det meste tjent til tilværelsen ved at fragte gods for Joakim von And. Moby And har en hjælper, der hedder Kludrian. Han er meget klodset. Kludrian er ikke til meget nytte som hvalfanger, da han ikke nænner at skyde hvalerne med harpunen eller på anden måde gøre dem fortræd. 